# Fårhällen
Fårhällen är ett skär i Åland (Finland). Det ligger i den norra delen av landskapet, 40 km norr om huvudstaden Mariehamn.
Terrängen runt Fårhällen är platt. Havet är nära Fårhällen åt nordost. Runt Fårhällen är det glesbefolkat, med 12 invånare per kvadratkilometer.. Närmaste större samhälle är Finström, 18,2 km söder om Fårhällen. 
I omgivningarna runt Fårhällen växer i huvudsak barrskog.